# Peter Effenberger
Pour les articles homonymes, voir Effenberger.
Peter Effenberger (né le 10 juillet 1943 à Zottwitz à l'époque en Allemagne et aujourd'hui en Pologne) est un footballeur allemand (à l'époque est-allemand) qui évoluait au poste d'attaquant, avant de devenir ensuite entraîneur.

## Biographie

### Carrière de joueur
Il réalise la quasi-totalité de sa carrière avec le club de l'Energie Cottbus.

## Palmarès
Energie Cottbus
- Championnat de RDA D2 :
  - Meilleur buteur : 1969-70 (21 buts) et 1972-73 (16 buts).